# UFC on ESPN: Overeem vs. Rozenstruik
UFC on ESPN: Overeem vs. Rozenstruik (también conocido como UFC on ESPN 7) fue un evento de artes marciales mixtas producido por Ultimate Fighting Championship que tuvo lugar el 7 de diciembre de 2019 en la Capital One Arena en Washington D. C..

## Historia
El evento fue el segundo que la promoción ha disputado en la capital estadounidense, después de UFC Live: Cruz vs. Johnson, en octubre de 2011.
Una pelea de peso pesado entre el Campeón del K-1 World Grand Prix de 2010 y el ex Campeón de Peso Pesado de Strikeforce, Alistair Overeem (quien también es exretador del Campeonato de Peso Pesado de UFC) y Walt Harris se esperaba que sirviera como combate estelar del evento. Sin embargo, el 1 de noviembre, Harris se retiró del evento debido a la búsqueda en curso de su hijastra desaparecida, cuyo cuerpo fue encontrado un mes después de su desaparición. Fue reemplazado por Jairzinho Rozenstruik.
Una pelea de peso paja femenino entre la exretadora al Campeonato Femenino de Peso Paja de UFC, Cláudia Gadelha y Cynthia Calvillo estaba programada para el evento. Sin embargo, el 22 de octubre, se anunció que Gadelha se vio obligada a retirarse del combate debido a un dedo y un ligamento roto. Fue reemplazada por Marina Rodríguez.
Un combate de peso paja femenino entre Cortney Casey y la excampeona de peso paja Invicta FC, Virna Jandiroba, estaba programado para el evento. Sin embargo, Casey se retiró el 31 de octubre debido a razones no reveladas. Fue reemplazada por otra excampeona de peso paja de Invicta FC, Livia Renata Souza. A su vez, Souza se retiró de la pelea unas semanas más tarde y fue reemplazada por la recién llegada Mallory Martin.
Alonzo Menifield enfrentaría a Trevor Smith en un combate de peso mediano. Sin embargo, el 10 de noviembre, se informó que Menifield se retiró del evento por una razón no revelada y fue reemplazado por Makhmud Muradov.
Se esperaba que Mickey Gall se enfrentara al excampeón de peso wélter de WEC y campeón interino de peso wélter de UFC, Carlos Condit. Sin embargo, Condit se retiró el 13 de noviembre debido a una retina desprendida y la pelea fue cancelada posteriormente.
Una pelea de peso pluma entre Chris Fishgold y Billy Quarantillo estaba programada para el evento. Sin embargo, Fishgold se retiró de la pelea el 27 de noviembre por una razón no revelada. Fue reemplazado por Jacob Kilburn.
En los pesajes, Cynthia Calvillo y Matt Sayles perdieron el peso requerido para sus respectivas peleas. Calvillo pesó 120.5 libras, 4.5 libras por encima del límite de la división de peso paja (116 lbs). Sayles pesó 148.5 libras, 2.5 libras por encima del límite de la división de peso wélter (146 lbs). Ambas peleas se llevaron a cabo en un peso acordado. Calvillo y Sayles fueron multados con el 30% y el 20% de su pago, que fue para sus oponentes Marina Rodríguez y Bryce Mitchell, respectivamente.

## Premios extra
Los siguientes peleadores recibieron $50,000 en bonos:
- Pelea de la Noche: Rob Font vs. Ricky Simon
- Actuación de la Noche: Bryce Mitchell y Makhmud Muradov